# Netherton, Wakefield
Netherton är en by i Wakefield distrikt i West Yorkshire grevskap i England. Byn är belägen 17,4 km 
från Leeds. Orten har 2 466 invånare (2015).